# 元贞 (南北朝)
元贞（？—？），河南郡洛阳县（今河南省洛阳市东）人，魏献文帝拓跋弘曾孙，北魏宗室。

## 生平
魏孝静帝元善见时期，元贞从建业请求跟随东魏的使者崔长谦前往邺城安葬父亲元树，梁武帝萧衍答应了。魏孝静帝诏令赠予元树侍中、都督青徐兖扬豫五州诸军事、太师、司徒公、尚书令、扬州刺史。元贞在葬礼后回到江南，出任太子舍人。太清元年，侯景向南梁投降，十二月壬申（548年1月5日），侯景派遣行台左丞王伟、左民郎中王则向梁武帝献策说：“邺城中的文武百官共同谋划，征召臣共同讨伐高澄。事情泄露，高澄将元善见幽禁在金墉城，杀死元氏子孙六十多人。黄河以北的人心都怀念主君，请求册立元氏子孙一人以顺从人心所向，如此，那么陛下有延续已断绝世系的名声，臣侯景有树立功业的功效。黄河南北，成为圣朝的邾国和莒国；魏国的男女，成为大梁的奴仆。”梁武帝认为对，就答应了。十二月乙亥（548年1月8日），梁武帝诏令封元贞为咸阳王，资助他士兵，让他回到北方做元魏皇帝，等待机会渡过长江，许诺元贞即位称帝，将备用的仪仗与卫士提供给元贞，用以天子的礼节送到北方。太清二年，元贞知道侯景有异心，屡次上奏要回朝。侯景对元贞说：“回到黄河以北的事虽然没有实行，江南何必忧虑失去，你为何不暂时忍耐一下？”元贞更加恐惧，逃回建邺，将情况完全地上报。梁武帝任命元贞为始兴郡内史，也不责问侯景。太清二年十月己酉（548年12月7日），侯景攻到慈湖，南梁朝廷任命轻车长史谢禧和始兴郡太守元贞守卫白下城。十月辛亥（548年12月9日），侯景杀到建康城的朱雀桁，谢禧和元贞弃守白下城逃走。

## 其他
侯景之乱后，萧乂理前往京城建康，他认为元贞树立节操忠诚正直，可以将遗孤托付给他，于是将玉柄扇送给元贞。元贞感到奇怪，不肯接受。萧乂理说：“以后见到会想起明白，希望不要推辞。”萧乂理被侯景杀害后，元贞才明白萧乂理之前的话，前去收葬了他。

## 家庭

### 祖父
- 元禧，北魏骠骑大将军、太保、领太尉、咸阳王

### 父亲
- 元树，南梁使持节、镇北将军、都督北讨诸军事、邺王